# Шуняева, Надежда Владимировна
Надежда Владимировна Шуняева (11 ноября 1993, Ангарск, Иркутская область) — российская лыжница, чемпионка России. Мастер спорта России.

## Биография
Воспитанница лыжной секции г. Ангарска, занималась спортом с 2005 года, первый тренер — Александр Марютин. Представляла Иркутскую область, во второй половине 2010-х годов параллельным зачётом представляла Санкт-Петербург.
Неоднократно становилась победительницей и призёром первенств России и всероссийских соревнований среди юниоров и молодёжи. В 2010 году завоевала три золотые медали на различных российских турнирах. В 2012 году — серебряный, в 2009 и 2013 годах — бронзовый призёр первенств России в своём возрасте.
В 2012 году на чемпионате мира среди юниоров в турецком Эрзуруме завоевала две медали — золото (в эстафете) и бронзу в скиатлоне (10 км). Спустя год на юниорском чемпионате мира в чешском Либереце завоевала серебро в эстафете и скиатлоне (10 км). Также участвовала в первенствах мира среди молодёжи 2014 года в Италии и 2016 года в Румынии.
На уровне чемпионата России становилась серебряным призёром в 2014 году в эстафете в составе сборной Сибирского ФО, в 2016 году в скиатлоне на 15 км; бронзовым призёром в 2015 году в скиатлоне на 15 км. Победительница и призёр ряда других соревнований, в том числе «Лыжня России» в подмосковной Яхроме (2015).
В сезонах 2013/14 и 2014/15 участвовала в гонках Кубка мира. Лучший результат — 27-е место в скиатлоне на этапе в Рыбинске в 2015 году.
Последние на данный момент гонки провела весной 2019 года.